# Простиня (Нижньосілезьке воєводство)
Простиня (пол. Prostynia) — село в Польщі, у гміні Кротошиці Леґницького повіту Нижньосілезького воєводства.
Населення — 88 осіб (2011).
У 1975-1998 роках село належало до Легницького воєводства.

## Демографія
Демографічна структура станом на 31 березня 2011 року:
|          | Загалом | Допрацездатний вік | Працездатний вік | Постпрацездатний вік |
| -------- | ------- | ------------------ | ---------------- | -------------------- |
| Чоловіки | 42      | 7                  | 33               | 2                    |
| Жінки    | 46      | 11                 | 26               | 9                    |
| Разом    | 88      | 18                 | 59               | 11                   |